# Wereldbeker BMX 2012
De wereldbeker BMX 2012 begon op 30 maart 2012 in het Amerikaanse Chula Vista en eindigde op 15 september 2012 in het Canadese Abbotsford. De eindzeges gingen naar Sam Willoughby bij de mannen en Caroline Buchanan bij de vrouwen, beiden afkomstig uit Australië

## Mannen

### Uitslagen
| Datum      | Plaats      | Eerste           | Tweede         | Derde          |
| ---------- | ----------- | ---------------- | -------------- | -------------- |
| 31/03/2012 | Chula Vista | Connor Fields    | Sam Willoughby | David Herman   |
| 14/04/2012 | Randaberg   | Connor Fields    | Sam Willoughby | Carlos Oquendo |
| 13/05/2012 | Papendal    | Māris Štrombergs | Sam Willoughby | David Herman   |
| 15/09/2012 | Abbotsford  | Twan van Gendt   | Sam Willoughby | Brian Kirkham  |

### Eindstand
| # | Atleet         | Land | Punten |
| - | -------------- | ---- | ------ |
| 1 | Sam Willoughby | AUS  | 743    |
| 2 | Connor Fields  | USA  | 722    |
| 3 | Twan van Gendt | NED  | 512    |
| 4 | Tory Nyhaug    | CAN  | 505    |
| 5 | David Herman   | USA  | 440    |

## Vrouwen

### Uitslagen
| Datum      | Plaats      | Eerste            | Tweede                | Derde                 |
| ---------- | ----------- | ----------------- | --------------------- | --------------------- |
| 31/03/2012 | Chula Vista | Magalie Pottier   | Laëtitia Le Corguillé | Amanda Geving         |
| 14/04/2012 | Randaberg   | Caroline Buchanan | Magalie Pottier       | Alise Post            |
| 13/05/2012 | Papendal    | Alise Post        | Caroline Buchanan     | Laëtitia Le Corguillé |
| 15/09/2012 | Abbotsford  | Laura Smulders    | Kirsten Dellar        | Abbie Taylor          |

### Eindstand
| # | Atleet                | Land | Punten |
| - | --------------------- | ---- | ------ |
| 1 | Caroline Buchanan     | AUS  | 780    |
| 2 | Magalie Pottier       | FRA  | 587    |
| 3 | Alise Post            | USA  | 524    |
| 4 | Laura Smulders        | NED  | 445    |
| 5 | Laëtitia Le Corguillé | FRA  | 430    |